# Magyarország a 2014. évi nyári ifjúsági olimpiai játékokon
Magyarország a Nankingban megrendezendő 2014. évi nyári ifjúsági olimpiai játékok egyik részt vevő nemzete volt. Az ország a játékokon 16 sportágban 57 sportolóval képviseltette magát, akik összesen 23 érmet szereztek. A sportolók további 5 érmet szereztek a vegyes nemzetek csapatainak tagjaként. Magyarország az éremtáblázaton a 8. helyen végzett.

## Érmesek
- Az alábbi táblázatban dőlt betűvel vannak feltüntetve azok az érmesek, akik nemzetek vegyes csapatának tagjaként szerezték az adott érmet.

| Érem  | Versenyző             | Sportág       | Versenyszám                                            | Dátum         |
| ----- | --------------------- | ------------- | ------------------------------------------------------ | ------------- |
| Arany | Gercsák Szabina       | Cselgáncs     | Lány, 63 kg                                            | augusztus 18. |
| Arany | Péni István           | Sportlövészet | Vegyes légpuska (Nemzetek vegyes csapatának tagjaként) | augusztus 22. |
| Arany | Grátz Benjámin        | Úszás         | Fiú, 200 m vegyes                                      | augusztus 18. |
| Arany | Szilágyi Liliána      | Úszás         | Lány, 200 m pillangó                                   | augusztus 18. |
| Arany | Szilágyi Liliána      | Úszás         | Lány, 100 m pillangó                                   | augusztus 22. |
| Arany | Kenderesi Tamás       | Úszás         | Fiú, 200 m pillangóúszás                               | augusztus 22. |
| Arany | Esztergályos Patrik   | Vívás         | Fiú, párbajtőr, egyéni                                 | augusztus 18. |
| Ezüst | Halász Bence          | Atlétika      | Fiú, kalapácsvetés                                     | augusztus 24. |
| Ezüst | Homonnai Luca         | Kajak-kenu    | Lány, kajak sprint                                     | augusztus 24. |
| Ezüst | Mozgi Milán           | Kajak-kenu    | Fiú, kajak sprint                                      | augusztus 24. |
| Ezüst | Regős Gergely         | Öttusa        | Fiú                                                    | augusztus 24. |
| Ezüst | Zs. Tóth Anna         | Öttusa        | Vegyes (Nemzetek vegyes csapatának tagjaként)          | augusztus 26. |
| Ezüst | Kardos Botond         | Torna         | Fiú, Korlát                                            | augusztus 24. |
| Ezüst | Lehmann Bence         | Triatlon      | Vegyes csapat (Nemzetek vegyes csapatának tagjaként)   | augusztus 21. |
| Ezüst | Grátz Benjámin        | Úszás         | Fiú, 200 m pillangóúszás                               | augusztus 22. |
| Ezüst | Esztergályos Patrik   | Vívás         | Vegyes csapat (Nemzetek vegyes csapatának tagjaként)   | augusztus 20. |
| Bronz | Bácskay Zsófia Matild | Atlétika      | Lány, kalapácsvetés                                    | augusztus 24. |
| Bronz | Bajnok Eszter         | Atlétika      | Lány, hármasugrás                                      | augusztus 25. |
| Bronz | Schmölcz Márk Xavér   | Atlétika      | Fiú, gerelyhajítás                                     | augusztus 25. |
| Bronz | Tóth Lili Anna        | Atlétika      | 2000 m akadály                                         | augusztus 25. |
| Bronz | Könnyű Richárd        | Ökölvívás     | Fiú, 60 kg                                             | augusztus 25. |
| Bronz | Péni István           | Sportlövészet | Fiú, légpuska                                          | augusztus 20. |
| Bronz | Stollár Fanny         | Tenisz        | Vegyes páros                                           | augusztus 24. |
| Bronz | Szabó Norbert         | Úszás         | Fiú, 200 m vegyes                                      | augusztus 18. |
| Bronz | Sztankovics Anna      | Úszás         | Lány, 50 m mell                                        | augusztus 18. |
| Bronz | Sztankovics Anna      | Úszás         | Lány, 200 m mell                                       | augusztus 22. |
| Bronz | Vadnai Jonatán        | Vitorlázás    | Fiú, Byte CII                                          | augusztus 24. |
| Bronz | Záhonyi Petra         | Vívás         | Lány, kard, egyéni                                     | augusztus 19. |

## További magyar pontszerzők

### 4. helyezettek
| Név                                                     | Sportág    | Versenyszám |
| ------------------------------------------------------- | ---------- | ----------- |
| Sorok Klaudia                                           | Atlétika   | 100 m gát   |
| Luterán Petra                                           | Atlétika   | Magasugrás  |
| Aho Nina Daniella Nagy Dorottya Tóth Tímea Simon Cintia | Kosárlabda | Lány        |
| Kardos Botond                                           | Torna      | Összetett   |
| Kardos Botond                                           | Torna      | Lólengés    |
| Novoszáth Melinda                                       | Úszás      | 400 m gyors |
| Sztankovics Anna                                        | Úszás      | 100 m mell  |

### 5. helyezettek
| Név | Sportág    | Versenyszám         |
| --- | ---------- | ------------------- |
| Ruska csapat Sadjia Amrane (ALG) · Jose Basile (BRA) · Harutyun Dermishyan (ARM) · Gercsák Szabina (HUN) · Lovro Kovac (CRO) · Kamila Paternak (POL) · Julian Sancho (CRC) · Betina Temelkova (BUL) | Cselgáncs  | Vegyes csapat       |
| Koleszár Zoltán | Kajak-kenu | Kenu sprint, egyes  |
| Koleszár Zoltán | Kajak-kenu | Kenu szlalom, egyes |
| Komor László | Ökölvívás  | +91 kg              |
| Stollár Fanny | Tenisz     | Lány egyes          |
| Kardos Botond | Torna      | Gyűrű               |
| Horváth Dávid | Úszás      | 50 m mell           |
| Horváth Dávid | Úszás      | 200 m mell          |
| Novoszáth Melinda | Úszás      | 800 m gyors         |
| Sebestyén Dalma | Úszás      | 200 m mell          |
| Sebestyén Dalma | Úszás      | 200 m pillangó      |
| Szilágyi Liliána | Úszás      | 50 m pillangó       |

### 6. helyezettek
| Név             | Sportág   | Versenyszám  |
| --------------- | --------- | ------------ |
| Tóth Richárd    | Ökölvívás | 64 kg        |
| Kardos Botond   | Torna     | Talaj        |
| Kardos Botond   | Torna     | Nyújtó       |
| Dévai Boglárka  | Torna     | Ugrás        |
| Sebestyén Dalma | Úszás     | 200 m vegyes |
| Pásztor Flóra   | Vívás     | Tőr, egyéni  |

## Asztalitenisz
| Versenyző                           | Versenyszám   | Csoportmérkőzések | Csoportmérkőzések | Ág       | Nyolcaddöntő                                             | Negyeddöntő                                          | Elődöntő                                               | Döntő             | Helyezés |
| Versenyző                           | Versenyszám   | Ellenfél Eredmény | Hely.             | Ág       | Ellenfél Eredmény                                        | Ellenfél Eredmény                                    | Ellenfél Eredmény                                      | Ellenfél Eredmény | Helyezés |
| ----------------------------------- | ------------- | --- | ----------------- | -------- | -------------------------------------------------------- | ---------------------------------------------------- | ------------------------------------------------------ | ----------------- | -------- |
| Szudi Ádám                          | Fiú egyes     | A csoport · Christ Bienatiki (CGO) · 11–9, 11–2, 11–4 · Zhendong Fan (CHN) · 4–11, 8–11, 9–11 · Brian Afanador (PUR) · 11–8, 13–15, 5–11, 11–7, 7–11 | 3.                | Vigaszág | Alejandro Toranzos (PAR) · 10–12, 11–8, 11–8, 6–11, 11–5 | Elia Schmid (SUI) · 10–12, 11–8, 11–8, 6–11, 11–5    | Abhishek Yadavd (IND) · 7–11, 9–11, 11–4, 16–14, 11–13 | kiesett           | 19.      |
| Imre Leila                          | Lány egyes    | C csoport · Miyu Kato (JPN) · 9–11, 8–11, 3–11 · Sophia Dong (NZL) · 11–4, 11–4, 11–4 · Lisa Lung (BEL) · 7–11, 6–11, 8–11                           | 3.                | Vigaszág | Yuliya Ryabova (KAZ) · 11–8, 13–11, 11–7                 | Sannah Lagsir (ALG) · 12–10, 13–15, 12–10, 11–8      | Giorgia Piccolin (ITA) · 10–12, 11–9, 11–7, 4–11, 9–11 | kiesett           | 19.      |
| Imre Leila (HUN) · Szudi Ádám (HUN) | Vegyes csapat | Sophia Dong (NZL) · T'Anje Johnson (SKN) · 3–0 · Hoi Kem Doo (HKG) · Ka Tak Hung (HKG) · 0–3 · Lisa Lung (BEL) · Martin Allegro (BEL) · 1–2          | 3.                | Vigaszág | Sannah Langsir (ALG) · Kerem Ben Yahia (TUN) · 2–0       | Karoline Mischek (AUT) · Andreas Levenko (AUT) · 2–0 |                                                        |                   | 17.      |

## Atlétika
Fiú
| Versenyző           | Versenyszám   | Selejtező | Selejtező | Döntő | Döntő    | Döntő | Helyezés |
| Versenyző           | Versenyszám   | Eredmény  | Hely.     | Típus | Eredmény | Hely. | Helyezés |
| ------------------- | ------------- | --------- | --------- | ----- | -------- | ----- | -------- |
| Halász Bence        | Kalapácsvetés | 83,68 m   | 1.        | A     | 81,90 m  | 2.    |          |
| Schmölcz Márk Xavér | Gerelyhajítás | 75,99 m   | 4.        | A     | 72,40 m  | 3.    |          |

Lány
| Versenyző        | Versenyszám    | Előfutamok | Előfutamok | Döntő | Döntő    | Döntő | Helyezés |
| Versenyző        | Versenyszám    | Eredmény   | Hely.      | Típus | Eredmény | Hely. | Helyezés |
| ---------------- | -------------- | ---------- | ---------- | ----- | -------- | ----- | -------- |
| Ferenczi Melinda | 200 m          | 24,73      | 4.         | A     | 24,79    | 8.    | 8.       |
| Sorok Klaudia    | 100 m gát      | 13,66      | 1.         | A     | 13,66    | 4.    | 4.       |
| Tóth Lili Anna   | 2000 m akadály | 6:40,00    | 3.         | A     | 6:31,92  | 3.    |          |

| Versenyző             | Versenyszám   | Selejtező | Selejtező | Döntő | Döntő    | Döntő | Helyezés |
| Versenyző             | Versenyszám   | Eredmény  | Hely.     | Típus | Eredmény | Hely. | Helyezés |
| --------------------- | ------------- | --------- | --------- | ----- | -------- | ----- | -------- |
| Luterán Petra         | Magasugrás    | 178 cm    | 4.*       | A     | 181 cm   | 4.    | 4.       |
| Kiss Réka             | Rúdugrás      | 355 cm    | 8.        | A     | 370 cm   | 7.    | 7.       |
| Bajnok Eszter         | Hármasugrás   | 12,84 m   | 4.        | A     | 13,01 m  | 3.    |          |
| Kálmán Alexandra      | Diszkoszvetés | 40,76 m   | 10.       | B     | 42,05 m  | 2.    | 10.      |
| Bácskay Zsófia Matild | Kalapácsvetés | 69,35 m   | 3.        | A     | 67,35 m  | 3.    |          |

* - egy másik versenyzővel azonos eredményt ért el

## Cselgáncs
Fiú
| Versenyző     | Versenyszám | Selejtező         | Nyolcaddöntő                    | Negyeddöntő       | Elődöntő          | Vigaszág nyolcaddöntő          | Vigaszág negyeddöntő | Vigaszág elődöntő | Bronzmérkőzés     | Döntő             | Helyezés |
| Versenyző     | Versenyszám | Ellenfél Eredmény | Ellenfél Eredmény               | Ellenfél Eredmény | Ellenfél Eredmény | Ellenfél Eredmény              | Ellenfél Eredmény    | Ellenfél Eredmény | Ellenfél Eredmény | Ellenfél Eredmény | Helyezés |
| ------------- | ----------- | ----------------- | ------------------------------- | ----------------- | ----------------- | ------------------------------ | -------------------- | ----------------- | ----------------- | ----------------- | -------- |
| Sárecz Márton | 66 kg       | erőnyerő          | Adonis Diaz (USA) · 000S1–100S1 |                   |                   | Dzmitry Minkou (BLR) · 000–001 | kiesett              | kiesett           | kiesett           |                   | 13.      |

Lány
| Versenyző       | Versenyszám | Nyolcaddöntő                   | Negyeddöntő                       | Elődöntő                        | Vigaszág nyolcaddöntő | Vigaszág negyeddöntő | Vigaszág elődöntő | Bronzmérkőzés     | Döntő                                    | Helyezés |
| Versenyző       | Versenyszám | Ellenfél Eredmény              | Ellenfél Eredmény                 | Ellenfél Eredmény               | Ellenfél Eredmény     | Ellenfél Eredmény    | Ellenfél Eredmény | Ellenfél Eredmény | Ellenfél Eredmény                        | Helyezés |
| --------------- | ----------- | ------------------------------ | --------------------------------- | ------------------------------- | --------------------- | -------------------- | ----------------- | ----------------- | ---------------------------------------- | -------- |
| Gercsák Szabina | 63 kg       | Nokutula Banda (ZAM) · 100–000 | Brigitte Carabali (COL) · 100–000 | Lisa Mullenberg (NED) · 100–000 |                       |                      |                   |                   | Stefania Adelina Dobre (ROU) · 102–000S3 |          |

Vegyes csapat
| Versenyző | Versenyszám   | Nyolcaddöntő       | Negyeddöntő       | Elődöntő          | Bronzmérkőzés     | Döntő             | Helyezés |
| Versenyző | Versenyszám   | Ellenfél Eredmény  | Ellenfél Eredmény | Ellenfél Eredmény | Ellenfél Eredmény | Ellenfél Eredmény | Helyezés |
| --- | ------------- | ------------------ | ----------------- | ----------------- | ----------------- | ----------------- | -------- |
| Chochishvili csapat · Stefania Adelina Dobre (ROU) · Fatim Fofana (CIV) · Bogdan Iadov (UKR) · Louis Rieber-Gagnon (CAN) · Xiaoyu Liu (CHN) · Yu-Hsuan Lo (TPE) · Sarecz Márton (HUN) · Estefania Soriano (DOM) | Vegyes csapat | Geesink csapat 3–4 | kiesett           | kiesett           | kiesett           | kiesett           | 9.       |
| Ruska csapat · Sadjia Amrane (ALG) · Jose Basile (BRA) · Harutyun Dermishyan (ARM) · Gercsák Szabina (HUN) · Lovro Kovac (CRO) · Kamila Paternak (POL) · Julian Sancho (CRC) · Betina Temelkova (BUL)           | Vegyes csapat | erőnyerő           | Rouge csapat 2–5  | kiesett           | kiesett           | kiesett           | 5.       |

## Kajak-kenu
Fiú
| Versenyző       | Versenyszám          | Időfutam | Időfutam | Reményfutam | Reményfutam | Nyolcaddöntő | Nyolcaddöntő | Negyeddöntő                                    | Elődöntő                                     | Bronzfutam        | Döntő                                         | Helyezés |
| Versenyző       | Versenyszám          | Idő      | Hely.    | Idő         | Hely.       | Idő          | Hely.        | Ellenfél Eredmény                              | Ellenfél Eredmény                            | Ellenfél Eredmény | Ellenfél Eredmény                             | Helyezés |
| --------------- | -------------------- | -------- | -------- | ----------- | ----------- | ------------ | ------------ | ---------------------------------------------- | -------------------------------------------- | ----------------- | --------------------------------------------- | -------- |
| Mozgi Milán     | Kajak sprint, egyes  | 1:35,154 | 3.       | erőnyerő    | erőnyerő    | 1:33,873     | 2.           | Tim Weiss (DEN) · 1:32,712 – 1:36,758          | Bojan Milinkovic (SRB) · 1:33,633 – 1:36,270 |                   | Stanislau Daineka (BLR) · 1:37,336 – 1:36,913 |          |
| Mozgi Milán     | Kajak szlalom, egyes | 1:32,435 | 12.      | erőnyerő    | erőnyerő    | 1:21,934     | 9.           | kiesett                                        | kiesett                                      | kiesett           | kiesett                                       | 9.       |
| Koleszár Zoltán | Kenu sprint, egyes   | 1:48,800 | 4.       | erőnyerő    | erőnyerő    | 1:49,801     | 5.           | Serghei Tarnovschi (ROU) · 1:52,240 – 1:43,857 | kiesett                                      | kiesett           | kiesett                                       | 5.       |
| Koleszár Zoltán | Kenu szlalom, egyes  | 1:30,064 | 7.       | 1:47,848    | 3.          |              |              | Robert Hendrick (IRL) · 1:41,600 – 1:21,403    | kiesett                                      | kiesett           | kiesett                                       | 5.       |

Lány
| Versenyző     | Versenyszám          | Időfutam | Időfutam | Reményfutam | Reményfutam | Nyolcaddöntő | Nyolcaddöntő | Negyeddöntő                                                  | Elődöntő                                              | Bronzfutam        | Döntő                                     | Helyezés |
| Versenyző     | Versenyszám          | Idő      | Hely.    | Idő         | Hely.       | Idő          | Hely.        | Ellenfél Eredmény                                            | Ellenfél Eredmény                                     | Ellenfél Eredmény | Ellenfél Eredmény                         | Helyezés |
| ------------- | -------------------- | -------- | -------- | ----------- | ----------- | ------------ | ------------ | ------------------------------------------------------------ | ----------------------------------------------------- | ----------------- | ----------------------------------------- | -------- |
| Homonnai Luca | Kajak sprint, egyes  | 1:46,186 | 2.       | erőnyerő    | erőnyerő    | 1:46.729     | 2.           | Bolette Margrethe Nyvang Iversen (DEN) · 1:43.872 – 1:55.250 | Camila Aldana Morison Rey (ESP) · 1:44,467 – 1:58,032 |                   | Inna Nikitina (RUS) · 1:51,425 – 1:49,922 |          |
| Homonnai Luca | Kajak szlalom, egyes | 1:25.779 | 10.      | 1:29,064    | 2.          | 1:26,743     | 10.          | kiesett                                                      | kiesett                                               | kiesett           | kiesett                                   | 10.      |

## Kerékpározás
| Versenyző                      | Versenyszám        | Hegyi kerékpározás, kieséses | Hegyi kerékpározás, kieséses | Időfutam                   | Időfutam | BMX                | BMX  | Hegyi kerékpározás, mezőny | Hegyi kerékpározás, mezőny | Mezőnyverseny                                          | Mezőnyverseny | Pontszám | Helyezés |
| Versenyző                      | Versenyszám        | Hely.                        | Pont                         | Idő Hely.                  | Pont     | Idő                | Pont | Idő Hely.                  | Pont                       | Idő Hely.                                              | Pont          | Pontszám | Helyezés |
| ------------------------------ | ------------------ | ---------------------------- | ---------------------------- | -------------------------- | -------- | ------------------ | ---- | -------------------------- | -------------------------- | ------------------------------------------------------ | ------------- | -------- | -------- |
| Erdélyi Attila Móricz Dániel   | Fiú csapatverseny  | Erdélyi Attila 7.            | 25                           | Móricz Dániel 5:23,69 15.  | 2        | Móricz Dániel 21.  | 0    | Erdélyi Attila 1:01:07 14. | 3                          | Móricz Dániel 1:37:29 31. Erdélyi Attila nem ért célba | 0             | 30       | 19.      |
| Megyaszai Lilla Tolnai Zsanett | Lány csapatverseny | Megyaszai Lilla 4.           | 50                           | Tolnai Zsanett 6:43,37 24. | 0        | Tolnai Zsanett 10. | 20   | Megyaszai Lilla 49:19 13.  | 4                          | Megyaszai Lilla 1:12:36 16. Tolnai Zsanett 1:18:07 38. | 0             | 74       | 16.      |

| Versenyző                                                   | Versenyszám   | Eredmény | Helyezés |
| ----------------------------------------------------------- | ------------- | -------- | -------- |
| Megyaszai Lilla Erdélyi Attila Móricz Dániel Tolnai Zsanett | Vegyes csapat | 18:53    | 16.      |

## Kosárlabda
| Versenyző       | Versenyszám  | Selejtező | Selejtező | Selejtező | Selejtező | Döntő   | Döntő   | Döntő   | Döntő    |
| Versenyző       | Versenyszám  | Pont      | Pont      | Össz.     | Hely.     | Pont    | Pont    | Össz.   | Helyezés |
| --------------- | ------------ | --------- | --------- | --------- | --------- | ------- | ------- | ------- | -------- |
| Kis Attila Raul | Fiú zsákolás | 0         | 20        | 20        | 16.       | kiesett | kiesett | kiesett | kiesett  |

| Versenyző         | Versenyszám    | Selejtező | Selejtező | Selejtező | Döntő   | Döntő   | Döntő    |
| Versenyző         | Versenyszám    | Pont      | Idő       | Hely.     | Pont    | Idő     | Helyezés |
| ----------------- | -------------- | --------- | --------- | --------- | ------- | ------- | -------- |
| Aho Nina Daniella | Lány szétdobás | 3         | 27,0 mp   | 41.       | kiesett | kiesett | kiesett  |
| Nagy Dorottya     | Lány szétdobás | 5         | 28,4 mp   | 16.       | kiesett | kiesett | kiesett  |
| Tóth Tímea        | Lány szétdobás | 5         | 24,2 mp   | 10.       | kiesett | kiesett | kiesett  |
| Simon Cintia      | Lány szétdobás | 4         | 23,7 mp   | 22.       | kiesett | kiesett | kiesett  |

### Fiú
- Horváth Kristóf
- Kis Attila Raul
- Major Gergely
- Mike János

#### Eredmények
Csoportkör
A csoport
| Csapat        | M | Gy | V | PA   |
| ------------- | - | -- | - | ---- |
| Litvánia      | 9 | 9  | 0 | 18,3 |
| Szlovénia     | 9 | 7  | 2 | 16,9 |
| Kína          | 9 | 6  | 3 | 18,2 |
| Puerto Rico   | 9 | 6  | 3 | 16,9 |
| Lengyelország | 9 | 5  | 4 | 17,0 |
| Franciaország | 9 | 4  | 5 | 16,8 |
| Magyarország  | 9 | 3  | 6 | 17,6 |
| Uruguay       | 9 | 2  | 7 | 11,4 |
| Németország   | 9 | 2  | 7 | 13,1 |
| Indonézia     | 9 | 1  | 8 | 9,6  |

Forrás: Tabella (pdf)
| 2014. augusztus 18. 17:00 | Magyarország (HUN) | 19–21 | Szlovénia     |  |
| 2014. augusztus 18. 17:00 | Jegyzőkönyv        |       |               |  |
| 2014. augusztus 18. 17:00 | Mike 13            | Pont  | Lah, Slutej 9 |  |

| 2014. augusztus 18. 21:40 | Magyarország (HUN) | 13–18 | Németország  |  |
| 2014. augusztus 18. 21:40 | Jegyzőkönyv        |       |              |  |
| 2014. augusztus 18. 21:40 | Kis 5              | Pont  | Zraychenko 6 |  |

| 2014. augusztus 19. 19:00 | Uruguay (URU) | 12–21 | Magyarország |  |
| 2014. augusztus 19. 19:00 | Jegyzőkönyv   |       |              |  |
| 2014. augusztus 19. 19:00 | Jones 6       | Pont  | Horváth 15   |  |

| 2014. augusztus 20. 18:00 | Magyarország (HUN) | 13–19 | Litvánia |  |
| 2014. augusztus 20. 18:00 | Jegyzőkönyv        |       |          |  |
| 2014. augusztus 20. 18:00 | Horváth 8          | Pont  | Sajus 8  |  |

| 2014. augusztus 20. 20:40 | Lengyelország (POL) | 21–18 | Magyarország   |  |
| 2014. augusztus 20. 20:40 | Jegyzőkönyv         |       |                |  |
| 2014. augusztus 20. 20:40 | Fatz 8              | Pont  | Kis, Horváth 5 |  |

| 2014. augusztus 22. 18:40 | Magyarország (HUN) | 21–20 | Franciaország |  |
| 2014. augusztus 22. 18:40 | Jegyzőkönyv        |       |               |  |
| 2014. augusztus 22. 18:40 | Mike 11            | Pont  | Mouliom 8     |  |

| 2014. augusztus 23. 18:00 | Puerto Rico (PUR) | 19–15 | Magyarország |  |
| 2014. augusztus 23. 18:00 | Jegyzőkönyv       |       |              |  |
| 2014. augusztus 23. 18:00 | Ralat Troncoso 8  | Pont  | Mike 7       |  |

| 2014. augusztus 23. 20:40 | Magyarország (HUN) | 22–14 | Indonézia          |  |
| 2014. augusztus 23. 20:40 | Jegyzőkönyv        |       |                    |  |
| 2014. augusztus 23. 20:40 | Mike 12            | Pont  | Teja, Pangesthio 6 |  |

| 2014. augusztus 24. 20:00 | Kína (CHN)   | 21–16 | Magyarország |  |
| 2014. augusztus 24. 20:00 | Jegyzőkönyv  |       |              |  |
| 2014. augusztus 24. 20:00 | Bi Pengfei 9 | Pont  | Horváth 7    |  |

Nyolcaddöntő
| 2014. augusztus 25. 18:40 | Magyarország (HUN) | 12–17 | Oroszország   |  |
| 2014. augusztus 25. 18:40 | Jegyzőkönyv        |       |               |  |
| 2014. augusztus 25. 18:40 | Kis 5              | Pont  | Abramovskii 6 |  |

| Csapat       | Helyezés |
| ------------ | -------- |
| Magyarország | 14.      |

### Lány
- Aho Nina Daniella
- Nagy Dorottya
- Tóth Tímea
- Simon Cintia

#### Eredmények
Csoportkör
A csoport
| Csapat        | M | Gy | V | PA   |
| ------------- | - | -- | - | ---- |
| Hollandia     | 9 | 8  | 1 | 18,2 |
| Magyarország  | 9 | 8  | 1 | 16,2 |
| Spanyolország | 9 | 7  | 2 | 16,8 |
| Észtország    | 9 | 5  | 4 | 14,4 |
| Kína          | 9 | 5  | 4 | 14,2 |
| Németország   | 9 | 4  | 5 | 12,3 |
| Brazília      | 9 | 3  | 6 | 11,2 |
| Venezuela     | 9 | 2  | 7 | 11,2 |
| Szlovénia     | 9 | 2  | 7 | 13,3 |
| Szíria        | 9 | 1  | 8 | 7,6  |

Forrás: Tabella (pdf)
| 2014. augusztus 18. 18:40 | Magyarország (HUN) | 18–12 | Szlovénia    |  |
| 2014. augusztus 18. 18:40 | Jegyzőkönyv        |       |              |  |
| 2014. augusztus 18. 18:40 | Aho 10             | Pont  | Micunovic 12 |  |

| 2014. augusztus 19. 18:20 | Magyarország (HUN) | 16–11 | Spanyolország |  |
| 2014. augusztus 19. 18:20 | Jegyzőkönyv        |       |               |  |
| 2014. augusztus 19. 18:20 | Nagy 11            | Pont  | Calvo Diaz 7  |  |

| 2014. augusztus 19. 20:40 | Magyarország (HUN) | 17–7 | Németország |  |
| 2014. augusztus 19. 20:40 | Jegyzőkönyv        |      |             |  |
| 2014. augusztus 19. 20:40 | Rodefeld 3         | Pont | Aho, Nagy 6 |  |

| 2014. augusztus 20. 19:40 | Magyarország (HUN) | 21–12 | Brazília          |  |
| 2014. augusztus 20. 19:40 | Jegyzőkönyv        |       |                   |  |
| 2014. augusztus 20. 19:40 | Nagy 10            | Pont  | Soares Josefino 6 |  |

| 2014. augusztus 22. 17:40 | Hollandia (NED) | 18–8 | Magyarország |  |
| 2014. augusztus 22. 17:40 | Jegyzőkönyv     |      |              |  |
| 2014. augusztus 22. 17:40 | Fokke 12        | Pont | Nagy, Tóth 3 |  |

| 2014. augusztus 22. 20:40 | Magyarország (HUN) | 14–11 | Kína     |  |
| 2014. augusztus 22. 20:40 | Jegyzőkönyv        |       |          |  |
| 2014. augusztus 22. 20:40 | Nagy 9             | Pont  | Dilana 5 |  |

| 2014. augusztus 23. 19:40 | Észtország (EST) | 10–12 | Magyarország |  |
| 2014. augusztus 23. 19:40 | Jegyzőkönyv      |       |              |  |
| 2014. augusztus 23. 19:40 | Uiga 4           | Pont  | Nagy 10      |  |

| 2014. augusztus 24. 17:20 | Magyarország (HUN) | 19–5 | Venezuela        |  |
| 2014. augusztus 24. 17:20 | Jegyzőkönyv        |      |                  |  |
| 2014. augusztus 24. 17:20 | Tóth 6             | Pont | Padilla, Maria 2 |  |

| 2014. augusztus 24. 21:40 | Szíria (SYR) | 5–21 | Magyarország |  |
| 2014. augusztus 24. 21:40 | Jegyzőkönyv  |      |              |  |
| 2014. augusztus 24. 21:40 | Allaw 3      | Pont | Tóth 7       |  |

Nyolcaddöntő
| 2014. augusztus 25. 17:00 | Egyiptom (EGY) | 18–20 | Magyarország |  |
| 2014. augusztus 25. 17:00 | Jegyzőkönyv    |       |              |  |
| 2014. augusztus 25. 17:00 | Nady 6         | Pont  | Nagy 12      |  |

Negyeddöntő
| 2014. augusztus 25. 20:00 | Németország (GER) | 13–20 | Magyarország |  |
| 2014. augusztus 25. 20:00 | Jegyzőkönyv       |       |              |  |
| 2014. augusztus 25. 20:00 | Brossmann 8       | Pont  | Nagy 7       |  |

Elődöntő
| 2014. augusztus 26. 17:30 | Magyarország (HUN) | 14–21 | Egyesült Államok                 |  |
| 2014. augusztus 26. 17:30 | Jegyzőkönyv        |       |                                  |  |
| 2014. augusztus 26. 17:30 | Aho 7              | Pont  | Ogunbowale, Collier, Samuelson 7 |  |

Bronzmérkőzés
| 2014. augusztus 26. 19:30 | Magyarország (HUN) | 11–12 | Spanyolország    |  |
| 2014. augusztus 26. 19:30 | Jegyzőkönyv        |       |                  |  |
| 2014. augusztus 26. 19:30 | Aho 6              | Pont  | Ortsi Martinez 7 |  |

| Csapat       | Helyezés |
| ------------ | -------- |
| Magyarország | 4.       |

## Ökölvívás
Fiú
| Versenyző      | Versenyszám | Selejtezők                               | Elődöntő                        | Döntő                                                | Helyezés |
| Versenyző      | Versenyszám | Ellenfél Eredmény                        | Ellenfél Eredmény               | Ellenfél Eredmény                                    | Helyezés |
| -------------- | ----------- | ---------------------------------------- | ------------------------------- | ---------------------------------------------------- | -------- |
| Könnyű Richárd | 60 kg       | Segura William Zepeda Segura (MEX) · 3–0 | Ablaikhan Zhussupov (KAZ) · 0–3 | Bronzmérkőzés · Goh Hosaka (JPN) · 3–0               |          |
| Tóth Richárd   | 64 kg       | Adem Furkan Avci (TUR) · 0–3             |                                 | 5. helyért · Viktor Petrov (UKR) · 0–3               | 6.       |
| Komor László   | +91 kg      | Marat Kerimkhanov (RUS) · 0–3            |                                 | 5. helyért · Kevin Espindola (ARG) · mérkőzés nélkül | 5.       |

## Öttusa
| Versenyző                                            | Versenyszám | Úszás   | Úszás | Úszás | Vívás | Vívás | Lövészet és futás | Lövészet és futás | Lövészet és futás | Összesen    | Összesen |
| Versenyző                                            | Versenyszám | Idő     | Pont  | Hely. | Pont  | Hely. | Idő               | Pont              | Hely.             | Összes pont | Helyezés |
| ---------------------------------------------------- | ----------- | ------- | ----- | ----- | ----- | ----- | ----------------- | ----------------- | ----------------- | ----------- | -------- |
| Regős Gergely                                        | Fiú         | 2:06,57 | 321   | 10.   | 300   | 1.    | 12:26,01          | 554               | 7.                | 1175        |          |
| Zs. Tóth Anna                                        | Lány        | 2:16.49 | 291   | 3.    | 280   | 6.    | 14:21,20          | 439               | 17.               | 1010        | 9.       |
| Zs. Tóth Anna (HUN) · Ricardo Yamil Vera Reyes (MEX) | Vegyes      | 2:02,14 | 334   | 9.    | 297   | 2.    | 12:10,26          | 570               | 4.                | 1201        |          |
| Marina Carrier (AUS) · Regős Gergely (HUN)           | Vegyes      | 2:05,00 | 325   | 19.   | 264   | 14.   | 12:28,34          | 552               | 13.               | 1141        | 15.      |

## Sportlövészet
Fiú
| Versenyző   | Versenyszám | Selejtező | Selejtező | Döntő | Döntő    |
| Versenyző   | Versenyszám | Pont      | Helyezés  | Pont  | Helyezés |
| ----------- | ----------- | --------- | --------- | ----- | -------- |
| Péni István | Légpuska    | 624,2     | 3.        | 183,5 |          |

Vegyes
| Versenyző                                | Versenyszám | Selejtező | Selejtező | Nyolcaddöntő                                           | Negyeddöntő                                        | Elődöntő                                                      | Döntő                                                           | Helyezés |
| Versenyző                                | Versenyszám | Pont      | Hely.     | Ellenfél Eredmény                                      | Ellenfél Eredmény                                  | Ellenfél Eredmény                                             | Ellenfél Eredmény                                               | Helyezés |
| ---------------------------------------- | ----------- | --------- | --------- | ------------------------------------------------------ | -------------------------------------------------- | ------------------------------------------------------------- | --------------------------------------------------------------- | -------- |
| Hadir Mekhimar (EGY) · Péni István (HUN) | Légpuska    | 824,8     | 2.        | Milica Babic (EGY) · Celdon Jude Arellano (PHI) · 10–3 | Sharmin Akter (BAN) · Hrachik Babayan (ARM) · 10–4 | Agata Alina Riccardi (SMR) · Andrija Milovanovic (SRB) · 10–5 | Fernanda Russo (ARG) · Jose Santos Valdez Martinez (MEX) · 10–2 |          |

## Súlyemelés
Lány
| Versenyző       | Versenyszám | Szakítás | Szakítás | Lökés           | Lökés           | Összesen        | Helyezés    |
| Versenyző       | Versenyszám | Eredmény | Helyezés | Eredmény        | Helyezés        | Összesen        | Helyezés    |
| --------------- | ----------- | -------- | -------- | --------------- | --------------- | --------------- | ----------- |
| Molnár Boglárka | +63 kg      | 71       | 11.      | eredmény nélkül | eredmény nélkül | eredmény nélkül | helyezetlen |

## Tenisz
Egyes
| Versenyző     | Versenyszám | 32-es főtábla                                | Nyolcaddöntő                         | Negyeddöntő                         | Elődöntő          | Bronzmérkőzés     | Döntő             | Helyezés |
| Versenyző     | Versenyszám | Ellenfél Eredmény                            | Ellenfél Eredmény                    | Ellenfél Eredmény                   | Ellenfél Eredmény | Ellenfél Eredmény | Ellenfél Eredmény | Helyezés |
| ------------- | ----------- | -------------------------------------------- | ------------------------------------ | ----------------------------------- | ----------------- | ----------------- | ----------------- | -------- |
| Bíró André    | Fiú egyes   | Luis Hernan Valero Zamorano (COL) · 6–3, 6–4 | Duckhee Lee (KOR) · 2–6, 0–6         | kiesett                             | kiesett           | kiesett           | kiesett           | 9.       |
| Bondár Anna   | Lány egyes  | Xu Shilin (CHN) · 2–6, 1–6                   | kiesett                              | kiesett                             | kiesett           | kiesett           | kiesett           | 17.      |
| Stollár Fanny | Lány egyes  | Ioana Loredana Roșca (ROU) · 7–6, 6–2        | Simona Heinova (CZE) · 6–4, 2–6, 6–0 | Anhelina Kalinyina (UKR) · 1–6, 5–7 | kiesett           | kiesett           | kiesett           | 5.       |

Páros
| Versenyző                                   | Versenyszám  | 32-es főtábla                                                     | Nyolcaddöntő                                                           | Negyeddöntő                                                                | Elődöntő                                          | Bronzmérkőzés                                                    | Döntő             | Helyezés |
| Versenyző                                   | Versenyszám  | Ellenfél Eredmény                                                 | Ellenfél Eredmény                                                      | Ellenfél Eredmény                                                          | Ellenfél Eredmény                                 | Ellenfél Eredmény                                                | Ellenfél Eredmény | Helyezés |
| ------------------------------------------- | ------------ | ----------------------------------------------------------------- | ---------------------------------------------------------------------- | -------------------------------------------------------------------------- | ------------------------------------------------- | ---------------------------------------------------------------- | ----------------- | -------- |
| Bíró André (HUN) · Clement Geens (BEL)      | Fiú páros    |                                                                   | Daniel Appelgren (SWE) · Petar Conkic (SRB) · 6–1, 6–7, [10–3]         | Karen Khachanov (RUS) · Andrey Rublev (RUS) · 4–6, 4–6                     | kiesett                                           | kiesett                                                          | kiesett           | 9.       |
| Bondár Anna (HUN) · Stollár Fanny (HUN)     | Lány páros   |                                                                   | Viktória Kužmová (SVK) · Kristina Schmiedlova (SVK) · 3–6, 6–3, [10–5] | Darja Kaszatkina (RUS) · Anastasiya Komardina (RUS) · 6–7, 4–6             | kiesett                                           | kiesett                                                          | kiesett           | 9.       |
| Stollár Fanny (HUN) · Kamil Majchrzak (POL) | Vegyes páros | Naiktha Bains (AUS) · Marc Polmans (AUS) · 4–6, 6–3, [11–9]       | Jeļena Ostapenko (LAT) · Daniel Appelgren (SWE) · 6–2, 0–6, [10–6]     | Liz Camila Giangreco Campiz (PAR) · Marcelo Zormann Silva (BRA) · 7–5, 6–2 | Ye Qiuyu (CHN) · Jumpei Yamasaki (JPN) · 6–7, 4–6 | Ioana Ducu (ROU) · Matias Nicolas Zukas (ARG) · 6–3, 3–6, [10–5] |                   |          |
| Bondár Anna (HUN) · Bíró André (HUN)        | Vegyes páros | Ioana Loredana Roșca (ROU) · Francisco Bahamonde (ARG) · 6–7, 3–6 | kiesett                                                                | kiesett                                                                    | kiesett                                           | kiesett                                                          | kiesett           | 17.      |

## Torna
Fiú
Összetett egyéni és szerenkénti versenyszámok
| Sportolók     | Versenyszám | Szer   | Szer     | Szer   | Szer   | Szer   | Szer   | Selejtező | Selejtező | Döntő    | Döntő    |
| Sportolók     | Versenyszám | Talaj  | Lólengés | Gyűrű  | Ugrás  | Korlát | Nyújtó | Összesen  | Helyezés  | Összesen | Helyezés |
| ------------- | ----------- | ------ | -------- | ------ | ------ | ------ | ------ | --------- | --------- | -------- | -------- |
| Kardos Botond | Összetett   | 14,050 | 13,775   | 13,450 | 14,550 | 14,050 | 13,400 | 83,275    | 3. Q      | 82,650   | 4.       |
| Kardos Botond | Talaj       | 14,050 |          |        |        |        |        | 14,050    | 2. Q      | 13,433   | 6.       |
| Kardos Botond | Lólengés    |        | 13,775   |        |        |        |        | 13,775    | 4. Q      | 13,566   | 4.       |
| Kardos Botond | Gyűrű       |        |          | 13,450 |        |        |        | 13,450    | 5. Q      | 13,366   | 5.       |
| Kardos Botond | Korlát      |        |          |        |        | 14,050 |        | 14,050    | 2. Q      | 14,016   |          |
| Kardos Botond | Nyújtó      |        |          |        |        |        | 13,400 | 13,400    | 7. Q      | 13,166   | 6.       |

Lány
Összetett egyéni és szerenkénti versenyszámok
| Versenyző      | Versenyszám    | Szer   | Szer           | Szer    | Szer   | Selejtező | Selejtező | Döntő    | Döntő    |
| Versenyző      | Versenyszám    | Ugrás  | Felemás korlát | Gerenda | Talaj  | Összesen  | Helyezés  | Összesen | Helyezés |
| -------------- | -------------- | ------ | -------------- | ------- | ------ | --------- | --------- | -------- | -------- |
| Dévai Boglárka | Összetett      | 13,650 | 12,000         | 11,150  | 12,100 | 48,900    | 16. Q     | 47,450   | 16.      |
| Dévai Boglárka | Ugrás          | 13,775 |                |         |        | 13,775    | 6. Q      | 13,766   | 6.       |
| Dévai Boglárka | Felemás korlát |        | 12,000         |         |        | 12,000    | 11.       | kiesett  | kiesett  |
| Dévai Boglárka | Gerenda        |        |                | 11,150  |        | 11,150    | 29.       | kiesett  | kiesett  |
| Dévai Boglárka | Talaj          |        |                |         | 12,100 | 12,100    | 18.       | kiesett  | kiesett  |

## Triatlon
Fiú
| Versenyző     | Versenyszám | Úszás | Depózás | Kerékpározás | Depózás | Futás | Összesítés | Helyezés |
| ------------- | ----------- | ----- | ------- | ------------ | ------- | ----- | ---------- | -------- |
| Lehmann Bence | Fiú egyéni  | 9:19  | 0:42    | 29:01        | 0:23    | 16:15 | 55:40      | 8.       |
| Bicsák Flóra  | Lány egyéni | 11:24 | 0:44    | 34:01        | 0:25    | 17:53 | 1:04:27    | 16.      |

Vegyes
| Versenyző                                                                                               | Versenyszám   | Versenyzők ideje | Versenyzők ideje | Versenyzők ideje | Versenyzők ideje | Összesítés | Összesítés |
| Versenyző                                                                                               | Versenyszám   | Idő 1            | Idő 2            | Idő 3            | Idő 4            | Össz. idő  | Helyezés   |
| --- | ------------- | ---------------- | ---------------- | ---------------- | ---------------- | ---------- | ---------- |
| Európa 3 · Carmen Gomez Cortes (ESP) · Lehmann Bence (HUN) · Sian Rainsley (GBR) · Giulio Soldati (ITA) | Vegyes csapat | 21:23            | 20:01            | 21:23            | 19:43            | 1:22:30    |            |
| Európa 5 · Sara Skardelly (AUT) · Romain Loop (FRA) · Bicsák Flóra (HUN) · Dmitry Emifov (RUS)          | Vegyes csapat | 22:33            | 20:42            | 23:20            | 20:11            | 1:26:46    | 9.         |

## Úszás
Fiú
| Versenyző       | Versenyszám    | Előfutam | Előfutam | Előfutam | Elődöntő | Elődöntő | Elődöntő | Döntő   | Döntő    |
| Versenyző       | Versenyszám    | Idő      | Hely.    | Össz.    | Idő      | Hely.    | Össz.    | Idő     | Helyezés |
| --------------- | -------------- | -------- | -------- | -------- | -------- | -------- | -------- | ------- | -------- |
| Grátz Benjámin  | 200 m pillangó | 1:59,31  | 2.       | 2.       |          |          |          | 1:57,71 |          |
| Grátz Benjámin  | 200 m vegyes   | 2:02,06  | 1.       | 1.       |          |          |          | 2:01,08 |          |
| Horváth Dávid   | 50 m mell      | 28,97    | 3.       | 13.      | 28,66    | 3.       | 5.       | 28,67   | 5.       |
| Horváth Dávid   | 100 m mell     | 1:03,27  | 3.       | 9.       | 1:02,63  | 4.       | 6.       | 1:02,38 | 7.       |
| Horváth Dávid   | 200 m mell     | 2:15,69  | 1.       | 5.       |          |          |          | 2:12,39 | 5.       |
| Szabó Norbert   | 50 m pillangó  | 25,07    | 6.       | 16.      | 24,93    | 8.       | 14.      | kiesett | kiesett  |
| Szabó Norbert   | 200 m vegyes   | 2:02,95  | 1.       | 3.       |          |          |          | 2:02,47 |          |
| Kenderesi Tamás | 50 m pillangó  | 25,92    | 8.       | 30.      | kiesett  | kiesett  | kiesett  | kiesett | kiesett  |
| Kenderesi Tamás | 100 m pillangó | 55,20    | 4.       | 12.      | 53,94    | 4.       | 6.       | 54,30   | 7.       |
| Kenderesi Tamás | 200 m pillangó | 2:01,26  | 3.       | 6.       |          |          |          | 1:55,95 |          |

Lány
| Versenyző         | Versenyszám    | Előfutam | Előfutam | Előfutam | Elődöntő | Elődöntő | Elődöntő | Döntő   | Döntő    |
| Versenyző         | Versenyszám    | Idő      | Hely.    | Össz.    | Idő      | Hely.    | Össz.    | Idő     | Helyezés |
| ----------------- | -------------- | -------- | -------- | -------- | -------- | -------- | -------- | ------- | -------- |
| Novoszáth Melinda | 200 m gyors    | 2:03,35  | 6.       | 16.      |          |          |          | kiesett | kiesett  |
| Novoszáth Melinda | 400 m gyors    | 4:14,14  | 2.       | 2.       |          |          |          | 4:12,09 | 4.       |
| Novoszáth Melinda | 800 m gyors    |          |          |          |          |          |          | 8:44,61 | 5.*      |
| Sztankovics Anna  | 50 m mell      | 32,02    | 1.       | 1.       | 32,01    | 3.       | 3.       | 31,84   |          |
| Sztankovics Anna  | 100 m mell     | 1:09,68  | 2.       | 6.       | 1:09,84  | 4.       | 8.       | 1:08,66 | 4.       |
| Sztankovics Anna  | 200 m mell     | 2:29,89  | 1.       | 1.       |          |          |          | 2:27,66 |          |
| Sebestyén Dalma   | 50 m mell      | 32,09    | 2.       | 2.       | 32,27    | 1.       | 7.*      | 32,42   | 8.       |
| Sebestyén Dalma   | 100 m mell     | 1:10,44  | 4.*      | 8.       | 1:09,58  | 3.       | 5.       | 1:09,71 | 7.       |
| Sebestyén Dalma   | 200 m mell     | 2:30,90  | 3.       | 3.       |          |          |          | 2:29,80 | 5.       |
| Sebestyén Dalma   | 200 m pillangó | 2:12,14  | 2.       | 4.       |          |          |          | 2:10,34 | 5.       |
| Sebestyén Dalma   | 200 m vegyes   | 2:15,99  | 1.       | 5.       |          |          |          | 2:14,66 | 6.       |
| Szilágyi Liliána  | 50 m pillangó  | 27,11    | 3.       | 6.       | 27,04    | 4.       | 6.       | 26,82   | 5.       |
| Szilágyi Liliána  | 100 m pillangó | 58,91    | 1.       | 1.       | 58,50    | 1.       | 1.       | 57,67   |          |
| Szilágyi Liliána  | 200 m pillangó | 2:09,44  | 1.       | 1.       |          |          |          | 2:06,59 |          |

* - egy másik versenyzővel azonos eredményt ért el

## Vitorlázás
Fiú
| Versenyző      | Versenyszám | Futam | Futam | Futam | Futam | Futam | Futam | Futam | Futam   | Futam   | Futam   | Futam | Pontszám | Helyezés |
| Versenyző      | Versenyszám | 1     | 2     | 3     | 4     | 5     | 6     | 7     | 8       | 9       | 10      | Döntő | Pontszám | Helyezés |
| -------------- | ----------- | ----- | ----- | ----- | ----- | ----- | ----- | ----- | ------- | ------- | ------- | ----- | -------- | -------- |
| Vadnai Jonatán | Byte CII    | (22)  | 5     | 11    | 10    | 8     | 11    | 1     | törölve | törölve | törölve | 4     | 50       |          |

Lány
| Versenyző  | Versenyszám | Futam | Futam | Futam | Futam | Futam | Futam | Futam | Futam   | Futam   | Futam   | Futam | Pontszám | Helyezés |
| Versenyző  | Versenyszám | 1     | 2     | 3     | 4     | 5     | 6     | 7     | 8       | 9       | 10      | Döntő | Pontszám | Helyezés |
| ---------- | ----------- | ----- | ----- | ----- | ----- | ----- | ----- | ----- | ------- | ------- | ------- | ----- | -------- | -------- |
| Érdi Mária | Byte CII    | 19    | 26    | 4     | 10    | 6     | 6     | (31*) | törölve | törölve | törölve | 3     | 74       | 11.      |

* - nem ért célba

## Vívás
Fiú
| Versenyző           | Versenyszám       | Csoportkör                                      | Csoportkör | Nyolcaddöntő                 | Negyeddöntő                      | Elődöntő                  | Döntő                            | Helyezés |
| Versenyző           | Versenyszám       | Ellenfél Eredmény                               | Hely.      | Ellenfél Eredmény            | Ellenfél Eredmény                | Ellenfél Eredmény         | Ellenfél Eredmény                | Helyezés |
| ------------------- | ----------------- | ----------------------------------------------- | ---------- | ---------------------------- | -------------------------------- | ------------------------- | -------------------------------- | -------- |
| Esztergályos Patrik | Párbajtőr, egyéni | A csoport 6 mérkőzés / 3 győzelem 23–22 találat | 5.         | Riccardo Abate (ITA) · 13–12 | Samuel Unterhauser (GER) · 15–10 | Ivan Limarev (RUS) · 15–5 | Linus Islas Flygare (SWE) · 15–8 |          |

Lány
| Versenyző     | Versenyszám       | Csoportkör                                      | Csoportkör | Nyolcaddöntő                 | Negyeddöntő                    | Elődöntő                    | Döntő                                      | Helyezés |
| Versenyző     | Versenyszám       | Ellenfél Eredmény                               | Hely.      | Ellenfél Eredmény            | Ellenfél Eredmény              | Ellenfél Eredmény           | Ellenfél Eredmény                          | Helyezés |
| ------------- | ----------------- | ----------------------------------------------- | ---------- | ---------------------------- | ------------------------------ | --------------------------- | ------------------------------------------ | -------- |
| Pásztor Flóra | Tőr, egyéni       | B csoport 6 mérkőzés / 5 győzelem 27–17 találat | 2.         | Denisse Clavijo (BOL) · 15–5 | Sabrina Massialas (USA) · 9–15 | kiesett                     | kiesett                                    | 6.       |
| Nagy Kinga    | Párbajtőr, egyéni | B csoport 5 mérkőzés / 2 győzelem 18–19 találat | 4.         | Inna Brovko (UKR) · 9–15     | kiesett                        | kiesett                     | kiesett                                    | 9.       |
| Záhonyi Petra | Kard, egyéni      | B csoport 5 mérkőzés / 4 győzelem 22–12 találat | 2.         | erőnyerő                     | Fatma Zehra (TUR) · 15–11      | Alina Moseyko (RUS) · 12–15 | Bronzmérkőzés · Misaki Emura (TUR) · 15–13 |          |

Vegyes csapat
| Versenyző | Versenyszám   | Nyolcaddöntő      | Negyeddöntő           | Elődöntő                     | Döntő                      | Helyezés |
| Versenyző | Versenyszám   | Ellenfél Eredmény | Ellenfél Eredmény     | Ellenfél Eredmény            | Ellenfél Eredmény          | Helyezés |
| --- | ------------- | ----------------- | --------------------- | ---------------------------- | -------------------------- | -------- |
| Európa 1 · Esztergályos Patrik (HUN) · Marta Martyanova (RUS) · Ivan Ilin (RUS) · Eleonora De Marchi (ITA) · Andrzej Rządkowski (POL) · Alina Moseyko (RUS) | Vegyes csapat | erőnyerő          | Amerika 2 30–29       | Ázsia-Óceánia 2 30–29        | Ázsia-Óceánia 1 26–30      |          |
| Európa 3 · Guillaume Bianchi (ITA) · Ivan Limarev (RUS) · Anna Maria Mroszczak (POL) · Pásztor Flóra (HUN) · Nika Shengelia (GEO) · Záhonyi Petra (HUN)     | Vegyes csapat | erőnyerő          | Ázsia–Óceánia 2 26–30 | 5–8. helyért Amerika 2 29–30 | 7. helyért Amerika 1 30–28 | 7.       |